# Танака, Кохэй
Кохэй Танака (яп. 田中 公平 Танака Ко:хэй) — японский композитор и аранжировщик, написавший музыку для нескольких известных аниме, например, One Piece.

## Биография
Танака родился 14 февраля 1954 года в Осаке, префектура Осака. Он поступил на музыкальный факультет в Токийскую Национальную Академию искусств, а после выпуска три года проработал в звукозаписывающей компании Victor Entertainment, затем уехал в Бостон и два года проучился в Berklee College of Music. После возвращения в Японию Танака сначала играл в отеле, а в 1982 был приглашен в качестве аранжировщика в Arcadia of My Youth, которое и стало его дебютом в аниме. Затем он занимался вставкой песен для сериала Super Sentai, а также писал музыку для Konpora Kid (яп. コンポラキッド Компора Киддо) в 1985.
Известность Танака Кохэй получил благодаря своей работе в аниме 1988 года Gunbuster, которое считается одной из важнейших его работ, он же был композитором в сиквеле Diebuster.
В 2002 году он был награждён Tokyo International Anime Fair за музыку к Overman King Gainer.
Создается впечатление, что Танака с уважением относится к Эннио Морриконе, потому что он иногда поёт под псевдонимом Ennio Morricone Jr. (Jr — от англ. junior, «младший»), даже в собственных произведениях вместе с хором.

## Музыка в аниме
1985—1986
- Konpora Kid
- Yume no Hoshi no Button Nose
- Doteraman

1987
- Anime Sanjushi
- Esper Mami
- Dead Heat (OVA)
- Dirty Pair (OVA)
- Lady Lady!!

1988
- Gunbuster
- Vampire Princess Miyu (сериал и OVA)
- Hello! Lady Lin

1989
- Hiatari Ryōkō!
- Mado King Granzort
- Chimpui

1990
- Project A-ko: Grey Side/Blue Side
- Assemble Insert
- Brave Exkaiser
- Kennosuke-sama
- Sengoku Busho Retsuden Bakufu Doji Hissatsuman (OVA)

1991—1993
- Otaku no Video
- Zettai Muteki Raijin-Oh
- Bastard!!
- Kouryu Densetsu Villgust
- Spirit of Wonder: Chaina-san no Yuutsu (OVA)
- Licca-chan no Nichiyoubi (OVA)
- Dragon Half (OVA)
- Kenyuu Densetsu Yaiba

1996—1998
- Violinist of Hameln
- Mobile Suit Gundam: The 08th MS Team
- The King of Braves GaoGaiGar
- Sakura Wars
- Galaxy Express 999 ~Eternal Fantasy~

1999
- Betterman
- Dai-Guard
- One Piece

2000—2001
- The King of Braves GaoGaiGar Final (OVA)
- Gate Keepers
- Angelic Layer
- Gundam Evolve (OVA)

2002
- Asobotto Senki Goku
- Overman King Gainer
- Tenchi Muyo! GXP

2003—2004
- Gad Guard
- Desert Punk
- Diebuster (OVA)
- Kaiketsu Zorori

2005—2006
- Ah! My Goddess
- Animal Yokochō
- Buso Renkin

## Музыка в видеоиграх
| Год  | Игра                    | Роль   | Примечания | Источники    |
| ---- | ----------------------- | ------ | ---------- | ------------ |
| 1996 | игры Sakura Wars        | музыка |            | [ 3 ]        |
| 1997 | Alundra                 | музыка |            | [ 4 ] [ 5 ]  |
| 2010 | Resonance of Fate       | музыка |            | [ 6 ]        |
| 2012 | Gravity Rush            | музыка |            | [ 7 ] [ 8 ]  |
| 2016 | Gravity Rush 2          | музыка |            | [ 9 ] [ 10 ] |
| 2018 | One Piece: World Seeker | музыка |            | [ 11 ]       |